# ボビー・ザモラ
ロバート・レスター・"ボビー"・ザモラ（Robert Lester "Bobby" Zamora, 1981年1月16日 - ）は、イングランド・バーキング出身の元同国代表サッカー選手。現役時代のポジションはフォワード。

## 経歴
2008年夏にウェストハム・ユナイテッドFCからフラムFCへ移籍金630万ポンドで移籍した。2012年1月31日、クイーンズ・パーク・レンジャーズFCに移籍した。
2015-16シーズンを終えブライトン・アンド・ホーヴ・アルビオンFCを退団しフリーとなっていたが、2016年3月に手術を受けた臀部の故障からの回復が思わしくなく同年12月に現役を引退した。

## 代表歴
イングランド代表として2010年8月11日、親善試合のハンガリー代表戦でA代表デビューを果たした。

## 人物
ロンドンの住宅危機への対策として、賃貸住宅の建設事業をリオ・ファーディナンドやマーク・ノーブルと共に2017年より開始することを表明した。

## 所属クラブ
- ブリストル・ローヴァーズFC 1999-2000

→  バース・シティFC 2000 (loan)
→  ブライトン・アンド・ホーヴ・アルビオンFC 2000 (loan)
- ブライトン・アンド・ホーヴ・アルビオンFC 2000-2003
- トッテナム・ホットスパーFC 2003-2004
- ウェストハム・ユナイテッドFC 2004-2008
- フラムFC 2008-2012.1
- クイーンズ・パーク・レンジャーズFC 2012.1-2015
- ブライトン・アンド・ホーヴ・アルビオンFC 2015-2016

## タイトル
ブライトン
- フットボールリーグ・サードディヴィジョン : 2000-01
- フットボールリーグ・セカンドディヴィジョン : 2001-02